# Футбольная мама
«Футбольная мама» (англ. Soccer Mom) — комедийный фильм Грегори МакКлатчи. Мировая премьера состоялась 30 сентября 2008 года.

## Сюжет
| Оценки критиков | Оценки критиков |
| Источник        | Оценка |
| --------------- | --- |
| Кинопоиск       | 5,432 из 10 звёзд · 5,432 из 10 звёзд · 5,432 из 10 звёзд · 5,432 из 10 звёзд · 5,432 из 10 звёзд · 5,432 из 10 звёзд · 5,432 из 10 звёзд · 5,432 из 10 звёзд · 5,432 из 10 звёзд · 5,432 из 10 звёзд |

Фильм начинается с того, что Венди проспала. Она быстро поднимает своих троих детей. Бекка, старшая дочь, спрашивает у мамы, стирала ли та её футбольную форму. Венди быстро бежит вниз и начинает стирать футбольную форму Бекки. На игре тренер Бекки говорит, что команда будет играть с непобедимой командой «Малибу Мамбас». Игра начинается, и Малибу Мамбас побеждает со счётом 6-0. Венди забывает про Бекку, и только ночью забирает её со стадиона. В ту ночь, Венди и Бекка просматривали фотографии своего мужа/папы. Мама рассказала Бекке, что при жизни он был великим футболистом, а также тренером команды Бекки. На следующий день, на тренировке Бекка узнаёт, что пока тренер был в отпуске в Европе, он встретился с итальянской футбольной звездой Лоренцо Винченцо. Так как он пропускает сезон из-за своего раненого колена, он согласился приехать и стать тренером команды. Вся команда радуется. Венди едет к аэропорту, чтобы встретить Лоренцо, но тот заявляет, что это была шутка. Позже Лоренцо делает предложение Венди. Венди даёт ему пощёчину и он уезжает. Позже звонит Бекка и спрашивает: «Где Лоренцо?» Венди отвечает, что его полёт был отложен. Тогда Венди берёт фотографии Лоренцо и идёт к стилистам. Там её лицо стало копией Лоренцо. Венди возвращается к команде.
На следующий день начинается футбольная практика по итальянской системе. Они стали побеждать на всех следующих играх. После игры Бекка напоминает маме прийти к обеду в школу. Венди вынимает розовый телефон и звонит своей подруге Ди Ди. Двое мужчин подходят и говорят: «Хороший телефон», когда «Лоренцо» замечает, что Ди Ди рядом с ней. Ди Ди влюблена в реального Лоренцо. «Лоренцо» быстро садится на скамейку. Ди Ди садится рядом с ним. Она флиртует с «Лоренцо», иногда кладёт свою руку на «его» ногу. Не ответив взаимностью, Ди Ди целует «Лоренцо». Позже подъезжает муж Ди Ди с друзьями и говорит ей, что они собираются на мальчишник и хотят взять «Лоренцо» с собой. По прибытии в бар, мужчины начинают рассказывать о своих предпочтениях «Лоренцо». Тем временем, Бекка и Тиффани начинают спор, видя, что Венди не смогла приехать. Когда Венди приезжает домой и спрашивает, что происходит, Бекка дает ей краткий ответ: «Ты попалась, мама».
В течение следующих тренировок «Лоренцо» и Бекка заводят дружеский разговор, который помогает Бекке реализовать перспективы её мамы. Венди также зависит от этого и стремится улучшить свои навыки по футболу. Бекка выражает свою благодарность «Лоренцо», дав ему тренерский свисток её покойного отца, который «Лоренцо» в конце концов соглашается взять. Кульминационный момент наступает, когда в ходе финала регионального кубка Южной Калифорнии на стадион приходит реальный Лоренцо. Увидев это, Венди заманивает Лоренцо в гостиницу через улицу, где, к ужасу Лоренцо, его поджидали толстые женщины. Когда счёт был 1-0, реальный Лоренцо узнаёт, что Венди выдаёт себя за него и заканчивает эту шараду, оттянув её фальшивый нос. Команда «Галактика», разочаровавшись, начинает уходить, но Венди даёт им слова надежды. Услышав это, Бекка решает продолжить игру. Команда «Галактические девушки» в конечном итоге выигрывает кубок, победив команду «Малибу».

## В ролях
- Мисси Пайл в роли Венди / тренер Лоренцо
- Эмили Осмент в роли Бекки
- Элон Голд в роли Тони
- Кортни Браун в роли Лаури
- Дэн Кортезе в роли Лоренца Винцезо
- Дженнифер Циол в роли Патти Дачмапс
- Кэсси Сербо в роли Тиффани
- Юджин Осмент в роли Marty
- Кристэн Вилсон в роли Ди Ди
- Master P в роли Волли
- Виктория Джексон в роли Доктор Ренникер
- Виллиам О’Лери в роли Харлей
- Кавана, Роберт[англ.] в роли Гарри
- Стив Хитнер в роли Коач Кенни
- Эллери Спрейберри в роли Келси
- Дилан Спрейберри в роли Самми
- Химнсон Чан в роли Белл Бой
- Клинт Калп в роли Рик
- Моника Джолли в роли Вэйтресс
- Лу Волпи в роли итальянца
- Карен Масумото в роли Сиэрра
- Джон Дэвид Смит в роли реффери
- Джой Фьюситт в роли самой себя
- Кирстен Томсон в роли Полли Хайгхлеберт